# 16736 Tongariyama
16736 Tongariyama este un asteroid din centura principală de asteroizi.

## Descriere
16736 Tongariyama este un asteroid din centura principală de asteroizi. A fost descoperit pe 13 mai 1996 la Nanyo de Tomimaru Okuni. Asteroidul prezintă o orbită caracterizată de o semiaxă mare de 2,47 ua, o excentricitate de 0,07 și o înclinație de 8,0° în raport cu ecliptica.